# Tour de Wallonie 2015
La 42e édition du Tour de Wallonie a eu lieu du 25 au 29 juillet 2015. La course fait partie du calendrier UCI Europe Tour 2015 en catégorie 2.HC. C'est également la septième épreuve de la Lotto Wallonia Cup 2015.
L'épreuve a été remportée par le Néerlandais Niki Terpstra (Etixx-Quick Step), vainqueur de la première étape, qui s'impose 22 secondes devant le Belge Victor Campenaerts (Topsport Vlaanderen-Baloise) et 36 sur le Russe Sergueï Lagoutine (Katusha).
Le Néerlandais Danny van Poppel (Trek Factory Racing), lauréat des deuxième et cinquième étapes, s'adjuge le classement par points. Les Belges, tous les deux membres de l'équipe Wallonie-Bruxelles, Ludwig De Winter et Sébastien Delfosse gagnent respectivement le classement de la montagne et celui des sprints. Campenaerts finit meilleur jeune tandis que le Français Axel Domont (AG2R La Mondiale) remporte le classement de la combativité. Pour finir la formation belge Topsport Vlaanderen-Baloise termine meilleure équipe.

## Présentation

### Équipes
Classé en catégorie 2.HC de l'UCI Europe Tour, le Tour de Belgique est par conséquent ouvert aux WorldTeams dans la limite de 70 % des équipes participantes, aux équipes continentales professionnelles, aux équipes continentales belges et à une équipe nationale belge.
Seize équipes participent à ce Tour de Belgique - neuf WorldTeams, cinq équipes continentales professionnelles et deux équipes continentales :
| UCI WorldTeams      | UCI WorldTeams | UCI WorldTeams |
| Nom de l'équipe     | Pays           | Code           |
| ------------------- | -------------- | -------------- |
| AG2R La Mondiale    | France         | ALM            |
| BMC Racing          | États-Unis     | BMC            |
| Etixx-Quick Step    | Belgique       | EQS            |
| FDJ                 | France         | FDJ            |
| IAM                 | Suisse         | IAM            |
| Lotto-Soudal        | Belgique       | LTS            |
| Katusha             | Russie         | KAT            |
| Tinkoff-Saxo        | Russie         | TCS            |
| Trek Factory Racing | États-Unis     | TFR            |

| Équipes continentales professionnelles | Équipes continentales professionnelles | Équipes continentales professionnelles |
| Nom de l'équipe                        | Pays                                   | Code                                   |
| -------------------------------------- | -------------------------------------- | -------------------------------------- |
| Bretagne-Séché Environnement           | France                                 | BSE                                    |
| Cofidis                                | France                                 | COF                                    |
| Europcar                               | France                                 | EUC                                    |
| Topsport Vlaanderen-Baloise            | Belgique                               | TSV                                    |
| Wanty-Groupe Gobert                    | Belgique                               | WGG                                    |

| Équipes continentales | Équipes continentales | Équipes continentales |
| Nom de l'équipe       | Pays                  | Code                  |
| --------------------- | --------------------- | --------------------- |
| Veranclassic-Ekoï     | Belgique              | VER                   |
| Wallonie-Bruxelles    | Belgique              | WBC                   |

### Primes
Les vingt prix sont attribués suivant le barème de l'UCI,. Le total général des prix distribués est de 30 278 €.
| Position           | 1er     | 2e      | 3e      | 4e    | 5e    | 6e    | 7e    | 8e    | 9e    | 10e à 20e |
| Classement général | 6 040 € | 3 040 € | 1 510 € | 757 € | 606 € | 455 € | 455 € | 302 € | 302 € | 152 €     |
| Par étape          | 3 615 € | 1 805 € | 905 €   | 455 € | 365 € | 269 € | 269 € | 180 € | 180 € | 92 €      |
| Par demi-étape     | 2 425 € | 1 235 € | 605 €   | 302 € | 241 € | 186 € | 186 € | 122 € | 122 € | 60 €      |

## Étapes
| Étape     | Date       | Villes étapes        |                 | Distance (km) | Vainqueur d’étape   | Leader du classement général |
| --------- | ---------- | -------------------- | --------------- | ------------- | ------------------- | ---------------------------- |
| 1re étape | 25 juillet | Wanze - Hannut       | Étape de plaine | 190,7         | Niki Terpstra       | Niki Terpstra                |
| 2e étape  | 26 juillet | Beaufays - Bassenge  | Étape vallonnée | 171,39        | Danny van Poppel    | Niki Terpstra                |
| 3e étape  | 27 juillet | Bastogne - Namur     | Étape vallonnée | 218           | Philippe Gilbert    | Niki Terpstra                |
| 4e étape  | 28 juillet | Waterloo - Quaregnon | Étape de plaine | 162,2         | Jonas Van Genechten | Niki Terpstra                |
| 5e étape  | 29 juillet | Chimay - Thuin       | Étape vallonnée | 167,3         | Danny van Poppel    | Niki Terpstra                |

## Déroulement de la course

### 1reétape
| Classement de l'étape | Classement de l'étape  | Classement de l'étape | Classement de l'étape        | Classement de l'étape |
|                       | Coureur                | Pays                  | Équipe                       | Temps                 |
| --------------------- | ---------------------- | --------------------- | ---------------------------- | --------------------- |
| 1er                   | Niki Terpstra          | Pays-Bas              | Etixx-Quick Step             | en 4 h 49 min 39 s    |
| 2e                    | Victor Campenaerts     | Belgique              | Topsport Vlaanderen-Baloise  | + 4 s                 |
| 3e                    | Yauheni Hutarovich     | Biélorussie           | Bretagne-Séché Environnement | + 21 s                |
| 4e                    | Boris Vallée           | Belgique              | Lotto-Soudal                 | + 21 s                |
| 5e                    | Antoine Demoitié       | Belgique              | Wallonie-Bruxelles           | + 21 s                |
| 6e                    | Sébastien Turgot       | France                | AG2R La Mondiale             | + 21 s                |
| 7e                    | Sergueï Lagoutine      | Russie                | Katusha                      | + 21 s                |
| 8e                    | Loïc Vliegen           | Belgique              | BMC Racing                   | + 21 s                |
| 9e                    | Antoine Warnier        | Belgique              | Wallonie-Bruxelles           | + 26 s                |
| 10e                   | Viatcheslav Kouznetsov | Russie                | Katusha                      | + 1 min 5 s           |
| modifier              |                        |                       |                              |                       |

| Classement général | Classement général     | Classement général | Classement général           | Classement général |
|                    | Coureur                | Pays               | Équipe                       | Temps              |
| ------------------ | ---------------------- | ------------------ | ---------------------------- | ------------------ |
| 1er                | Niki Terpstra          | Pays-Bas           | Etixx-Quick Step             | en 4 h 49 min 24 s |
| 2e                 | Victor Campenaerts     | Belgique           | Topsport Vlaanderen-Baloise  | + 10 s             |
| 3e                 | Yauheni Hutarovich     | Biélorussie        | Bretagne-Séché Environnement | + 29 s             |
| 4e                 | Boris Vallée           | Belgique           | Lotto-Soudal                 | + 33 s             |
| 5e                 | Antoine Demoitié       | Belgique           | Wallonie-Bruxelles           | + 35 s             |
| 6e                 | Sébastien Turgot       | France             | AG2R La Mondiale             | + 35 s             |
| 7e                 | Sergueï Lagoutine      | Russie             | Katusha                      | + 36 s             |
| 8e                 | Loïc Vliegen           | Belgique           | BMC Racing                   | + 36 s             |
| 9e                 | Antoine Warnier        | Belgique           | Wallonie-Bruxelles           | + 41 s             |
| 10e                | Viatcheslav Kouznetsov | Russie             | Katusha                      | + 1 min 20 s       |
| modifier           |                        |                    |                              |                    |

### 2eétape
| Classement de l'étape | Classement de l'étape  | Classement de l'étape | Classement de l'étape | Classement de l'étape |
|                       | Coureur                | Pays                  | Équipe                | Temps                 |
| --------------------- | ---------------------- | --------------------- | --------------------- | --------------------- |
| 1er                   | Danny van Poppel       | Pays-Bas              | Trek Factory Racing   | en 4 h 17 min 57 s    |
| 2e                    | Matti Breschel         | Danemark              | Tinkoff-Saxo          | m.t                   |
| 3e                    | Marcus Burghardt       | Allemagne             | BMC Racing            | m.t                   |
| 4e                    | Antoine Demoitié       | Belgique              | Wallonie-Bruxelles    | m.t                   |
| 5e                    | Danilo Napolitano      | Italie                | Wanty-Groupe Gobert   | m.t                   |
| 6e                    | Viatcheslav Kouznetsov | Russie                | Katusha               | m.t                   |
| 7e                    | Alexey Tsatevitch      | Russie                | Katusha               | m.t                   |
| 8e                    | Jonas Van Genechten    | Belgique              | IAM                   | m.t                   |
| 9e                    | Anthony Roux           | France                | FDJ                   | m.t                   |
| 10e                   | Boris Vallée           | Belgique              | Lotto-Soudal          | m.t                   |
| modifier              |                        |                       |                       |                       |

| Classement général | Classement général | Classement général | Classement général           | Classement général |
|                    | Coureur            | Pays               | Équipe                       | Temps              |
| ------------------ | ------------------ | ------------------ | ---------------------------- | ------------------ |
| 1er                | Niki Terpstra      | Pays-Bas           | Etixx-Quick Step             | en 9 h 7 min 21 s  |
| 2e                 | Victor Campenaerts | Belgique           | Topsport Vlaanderen-Baloise  | + 10 s             |
| 3e                 | Boris Vallée       | Belgique           | Lotto-Soudal                 | + 33 s             |
| 4e                 | Antoine Demoitié   | Belgique           | Wallonie-Bruxelles           | + 35 s             |
| 5e                 | Sébastien Turgot   | France             | AG2R La Mondiale             | + 35 s             |
| 6e                 | Sergueï Lagoutine  | Russie             | Katusha                      | + 36 s             |
| 7e                 | Loïc Vliegen       | Belgique           | BMC Racing                   | + 36 s             |
| 8e                 | Antoine Warnier    | Belgique           | Wallonie-Bruxelles           | + 41 s             |
| 9e                 | Yauheni Hutarovich | Biélorussie        | Bretagne-Séché Environnement | + 59 s             |
| 10e                | Danny van Poppel   | Pays-Bas           | Trek Factory Racing          | + 1 min 10 s       |
| modifier           |                    |                    |                              |                    |

### 3eétape
| Classement de l'étape | Classement de l'étape | Classement de l'étape | Classement de l'étape       | Classement de l'étape |
|                       | Coureur               | Pays                  | Équipe                      | Temps                 |
| --------------------- | --------------------- | --------------------- | --------------------------- | --------------------- |
| 1er                   | Philippe Gilbert      | Belgique              | BMC Racing                  | en 5 h 32 min 35 s    |
| 2e                    | Pieter Serry          | Belgique              | Etixx-Quick Step            | + 4 s                 |
| 3e                    | Thomas Sprengers      | Belgique              | Topsport Vlaanderen-Baloise | + 4 s                 |
| 4e                    | Sergueï Lagoutine     | Russie                | Katusha                     | + 4 s                 |
| 5e                    | Arthur Vichot         | France                | FDJ                         | + 4 s                 |
| 6e                    | Jelle Vanendert       | Belgique              | Lotto-Soudal                | + 4 s                 |
| 7e                    | Danny van Poppel      | Pays-Bas              | Trek Factory Racing         | + 4 s                 |
| 8e                    | Niki Terpstra         | Pays-Bas              | Etixx-Quick Step            | + 4 s                 |
| 9e                    | Björn Leukemans       | Belgique              | Wanty-Groupe Gobert         | + 4 s                 |
| 10e                   | Matti Breschel        | Pays-Bas              | Tinkoff-Saxo                | + 4 s                 |
| modifier              |                       |                       |                             |                       |

| Classement général | Classement général | Classement général | Classement général          | Classement général |
|                    | Coureur            | Pays               | Équipe                      | Temps              |
| ------------------ | ------------------ | ------------------ | --------------------------- | ------------------ |
| 1er                | Niki Terpstra      | Pays-Bas           | Etixx-Quick Step            | en 14 h 40 min 0 s |
| 2e                 | Victor Campenaerts | Belgique           | Topsport Vlaanderen-Baloise | + 16 s             |
| 3e                 | Sergueï Lagoutine  | Russie             | Katusha                     | + 36 s             |
| 4e                 | Loïc Vliegen       | Belgique           | BMC Racing                  | + 42 s             |
| 5e                 | Antoine Warnier    | Belgique           | Wallonie-Bruxelles          | + 52 s             |
| 6e                 | Boris Vallée       | Belgique           | Lotto-Soudal                | + 59 s             |
| 7e                 | Antoine Demoitié   | Belgique           | Wallonie-Bruxelles          | + 1 min 1 s        |
| 8e                 | Sébastien Turgot   | France             | AG2R La Mondiale            | + 1 min 1 s        |
| 9e                 | Philippe Gilbert   | Belgique           | BMC Racing                  | + 1 min 8 s        |
| 10e                | Danny van Poppel   | Pays-Bas           | Trek Factory Racing         | + 1 min 10 s       |
| modifier           |                    |                    |                             |                    |

### 4eétape
| Classement de l'étape | Classement de l'étape | Classement de l'étape | Classement de l'étape        | Classement de l'étape |
|                       | Coureur               | Pays                  | Équipe                       | Temps                 |
| --------------------- | --------------------- | --------------------- | ---------------------------- | --------------------- |
| 1er                   | Jonas Van Genechten   | Belgique              | IAM                          | en 4 h 11 min 1 s     |
| 2e                    | Michael Mørkøv        | Danemark              | Tinkoff-Saxo                 | m.t                   |
| 3e                    | Danny van Poppel      | Pays-Bas              | Trek Factory Racing          | m.t                   |
| 4e                    | Michael Van Staeyen   | Belgique              | Cofidis                      | m.t                   |
| 5e                    | Daniel McLay          | Royaume-Uni           | Bretagne-Séché Environnement | m.t                   |
| 6e                    | Jürgen Roelandts      | Belgique              | Lotto-Soudal                 | m.t                   |
| 7e                    | Antoine Demoitié      | Belgique              | Wallonie-Bruxelles           | m.t                   |
| 8e                    | Edward Theuns         | Belgique              | Topsport Vlaanderen-Baloise  | m.t                   |
| 9e                    | Victor Campenaerts    | Belgique              | Topsport Vlaanderen-Baloise  | m.t                   |
| 10e                   | Rick Zabel            | Allemagne             | BMC Racing                   | m.t                   |
| modifier              |                       |                       |                              |                       |

| Classement général | Classement général | Classement général | Classement général          | Classement général |
|                    | Coureur            | Pays               | Équipe                      | Temps              |
| ------------------ | ------------------ | ------------------ | --------------------------- | ------------------ |
| 1er                | Niki Terpstra      | Pays-Bas           | Etixx-Quick Step            | en 18 h 51 min 1 s |
| 2e                 | Victor Campenaerts | Belgique           | Topsport Vlaanderen-Baloise | + 16 s             |
| 3e                 | Sergueï Lagoutine  | Russie             | Katusha                     | + 36 s             |
| 4e                 | Loïc Vliegen       | Belgique           | BMC Racing                  | + 42 s             |
| 5e                 | Antoine Warnier    | Belgique           | Wallonie-Bruxelles          | + 52 s             |
| 6e                 | Boris Vallée       | Belgique           | Lotto-Soudal                | + 59 s             |
| 7e                 | Antoine Demoitié   | Belgique           | Wallonie-Bruxelles          | + 1 min 1 s        |
| 8e                 | Sébastien Turgot   | France             | AG2R La Mondiale            | + 1 min 1 s        |
| 9e                 | Danny van Poppel   | Pays-Bas           | Trek Factory Racing         | + 1 min 6 s        |
| 10e                | Philippe Gilbert   | Belgique           | BMC Racing                  | + 1 min 8 s        |
| modifier           |                    |                    |                             |                    |

### 5eétape
| Classement de l'étape | Classement de l'étape | Classement de l'étape | Classement de l'étape | Classement de l'étape |
|                       | Coureur               | Pays                  | Équipe                | Temps                 |
| --------------------- | --------------------- | --------------------- | --------------------- | --------------------- |
| 1er                   | Danny van Poppel      | Pays-Bas              | Trek Factory Racing   | en 4 h 9 min 48 s     |
| 2e                    | Philippe Gilbert      | Belgique              | BMC Racing            | + 3 s                 |
| 3e                    | Matti Breschel        | Danemark              | Tinkoff-Saxo          | + 3 s                 |
| 4e                    | Pieter Serry          | Belgique              | Etixx-Quick Step      | + 3 s                 |
| 5e                    | Björn Leukemans       | Belgique              | Wanty-Groupe Gobert   | + 3 s                 |
| 6e                    | Niki Terpstra         | Pays-Bas              | Etixx-Quick Step      | + 3 s                 |
| 7e                    | Sergueï Lagoutine     | Russie                | Katusha               | + 3 s                 |
| 8e                    | Cyril Lemoine         | France                | Cofidis               | + 3 s                 |
| 9e                    | Arthur Vichot         | France                | FDJ                   | + 3 s                 |
| 10e                   | Boris Vallée          | Belgique              | Lotto-Soudal          | + 3 s                 |
| modifier              |                       |                       |                       |                       |

## Classements finals

### Classement général final
| Classement général final | Classement général final | Classement général final | Classement général final    | Classement général final |
|                          | Coureur                  | Pays                     | Équipe                      | Temps                    |
| ------------------------ | ------------------------ | ------------------------ | --------------------------- | ------------------------ |
| 1er                      | Niki Terpstra            | Pays-Bas                 | Etixx-Quick Step            | en 23 h 0 min 52 s       |
| 2e                       | Victor Campenaerts       | Belgique                 | Topsport Vlaanderen-Baloise | + 22 s                   |
| 3e                       | Sergueï Lagoutine        | Russie                   | Katusha                     | + 36 s                   |
| 4e                       | Danny van Poppel         | Pays-Bas                 | Trek Factory Racing         | + 53 s                   |
| 5e                       | Antoine Warnier          | Belgique                 | Wallonie-Bruxelles          | + 58 s                   |
| 6e                       | Boris Vallée             | Belgique                 | Lotto-Soudal                | + 59 s                   |
| 7e                       | Philippe Gilbert         | Belgique                 | BMC Racing                  | + 1 min 2 s              |
| 8e                       | Loïc Vliegen             | Belgique                 | BMC Racing                  | + 1 min 2 s              |
| 9e                       | Sébastien Turgot         | France                   | AG2R La Mondiale            | + 1 min 10 s             |
| 10e                      | Matti Breschel           | Danemark                 | Tinkoff-Saxo                | + 1 min 12 s             |
| modifier                 |                          |                          |                             |                          |

### Classements annexes
| Classement par points | Classement par points | Classement par points | Classement par points | Classement par points |
| --------------------- | --------------------- | --------------------- | --------------------- | --------------------- |
|                       | Coureur               | Pays                  | Équipe                | Point(s)              |
| 1er                   | Danny van Poppel      | Pays-Bas              | Trek Factory Racing   | 80 points             |
| 2e                    | Philippe Gilbert      | Belgique              | BMC Racing            | 45 pts                |
| 3e                    | Niki Terpstra         | Pays-Bas              | Etixx-Quick Step      | 43 pts                |
| modifier              |                       |                       |                       |                       |

| Classement de la montagne | Classement de la montagne | Classement de la montagne | Classement de la montagne | Classement de la montagne |
| ------------------------- | ------------------------- | ------------------------- | ------------------------- | ------------------------- |
|                           | Coureur                   | Pays                      | Équipe                    | Point(s)                  |
| 1er                       | Ludwig De Winter          | Belgique                  | Wallonie-Bruxelles        | 48 points                 |
| 2e                        | Sébastien Delfosse        | Belgique                  | Wallonie-Bruxelles        | 44 pts                    |
| 3e                        | Antoine Warnier           | Belgique                  | Wallonie-Bruxelles        | 42 pts                    |
| modifier                  |                           |                           |                           |                           |

| Classement des sprints | Classement des sprints | Classement des sprints | Classement des sprints | Classement des sprints |
| ---------------------- | ---------------------- | ---------------------- | ---------------------- | ---------------------- |
|                        | Coureur                | Pays                   | Équipe                 | Point(s)               |
| 1er                    | Sébastien Delfosse     | Belgique               | Wallonie-Bruxelles     | 18 points              |
| 2e                     | Grégory Habeaux        | Belgique               | Wallonie-Bruxelles     | 11 pts                 |
| 3e                     | Jempy Drucker          | Luxembourg             | BMC Racing             | 10 pts                 |
| modifier               |                        |                        |                        |                        |

| Classement du meilleur jeune | Classement du meilleur jeune | Classement du meilleur jeune | Classement du meilleur jeune | Classement du meilleur jeune |
|                              | Coureur                      | Pays                         | Équipe                       | Temps                        |
| ---------------------------- | ---------------------------- | ---------------------------- | ---------------------------- | ---------------------------- |
| 1er                          | Victor Campenaerts           | Belgique                     | Topsport Vlaanderen-Baloise  | en 23 h 1 min 14 s           |
| 2e                           | Danny van Poppel             | Pays-Bas                     | Trek Factory Racing          | + 31 s                       |
| 3e                           | Antoine Warnier              | Belgique                     | Wallonie-Bruxelles           | + 36 s                       |
| modifier                     |                              |                              |                              |                              |

| Classement de la combativité | Classement de la combativité | Classement de la combativité | Classement de la combativité | Classement de la combativité |
| ---------------------------- | ---------------------------- | ---------------------------- | ---------------------------- | ---------------------------- |
|                              | Coureur                      | Pays                         | Équipe                       | Point(s)                     |
| 1er                          | Axel Domont                  | France                       | AG2R La Mondiale             | 8 points                     |
| 2e                           | Sébastien Delfosse           | Belgique                     | Wallonie-Bruxelles           | 6 pts                        |
| 3e                           | Loïc Vliegen                 | Belgique                     | BMC Racing                   | 5 pts                        |
| modifier                     |                              |                              |                              |                              |

| Classement par équipes | Classement par équipes      | Classement par équipes | Classement par équipes |
|                        | Équipe                      | Pays                   | Temps                  |
| ---------------------- | --------------------------- | ---------------------- | ---------------------- |
| 1re                    | Topsport Vlaanderen-Baloise | Belgique               | en 69 h 6 min 3 s      |
| 2e                     | BMC Racing                  | États-Unis             | + 1 min 15 s           |
| 3e                     | Etixx-Quick Step            | Belgique               | + 1 min 38 s           |
| modifier               |                             |                        |                        |

### UCI Europe Tour
Ce Tour de Wallonie attribue des points pour l'UCI Europe Tour 2015, par équipes seulement aux coureurs des équipes continentales professionnelles et continentales, individuellement à tous les coureurs sauf ceux faisant partie d'une équipe ayant un label WorldTeam.
| Position,          | 1er | 2e | 3e | 4e | 5e | 6e | 7e | 8e | 9e | 10e | 11e | 12e | 13e | 14e | 15e |
| Classement général | 100 | 70 | 40 | 30 | 25 | 20 | 15 | 10 | 9  | 8   | 7   | 6   | 5   | 4   | 3   |
| Par étape          | 20  | 14 | 8  | 7  | 6  | 5  | 4  | 2  |    |     |     |     |     |     |     |
| Leader, par étape  | 10  |    |    |    |    |    |    |    |    |     |     |     |     |     |     |

| Cycliste            | Équipe                       | Général | Étape | Leader | Total |
| ------------------- | ---------------------------- | ------- | ----- | ------ | ----- |
| Victor Campenaerts  | Topsport Vlaanderen-Baloise  | 70      | 14    | -      | 84    |
| Antoine Warnier     | Wallonie-Bruxelles           | 25      | -     | -      | 25    |
| Antoine Demoitié    | Wallonie-Bruxelles           | 7       | 17    | -      | 24    |
| Thomas Sprengers    | Topsport Vlaanderen-Baloise  | 5       | 8     | -      | 13    |
| Björn Leukemans     | Wanty-Groupe Gobert          | 3       | 6     | -      | 9     |
| Yauheni Hutarovich  | Bretagne-Séché Environnement | -       | 8     | -      | 8     |
| Michael Van Staeyen | Cofidis                      | -       | 7     | -      | 7     |
| Daniel McLay        | Bretagne-Séché Environnement | -       | 6     | -      | 6     |
| Danilo Napolitano   | Wanty-Groupe Gobert          | -       | 6     | -      | 6     |
| Cyril Lemoine       | Cofidis                      | -       | 2     | -      | 2     |
| Edward Theuns       | Topsport Vlaanderen-Baloise  | -       | 2     | -      | 2     |

## Évolution des classements
| Étape              | Vainqueur           | Classement général | Classement par points | Classement de la montagne | Classement des sprints | Classement du meilleur jeune | Classement de la combativité | Classement par équipes      |
| ------------------ | ------------------- | ------------------ | --------------------- | ------------------------- | ---------------------- | ---------------------------- | ---------------------------- | --------------------------- |
| 1                  | Niki Terpstra       | Niki Terpstra      | Niki Terpstra         | Antoine Warnier           | Niki Terpstra          | Victor Campenaerts           | Loïc Vliegen                 | Wallonie-Bruxelles          |
| 2                  | Danny van Poppel    | Niki Terpstra      | Danny van Poppel      | Antoine Warnier           | Jempy Drucker          | Victor Campenaerts           | Loïc Vliegen                 | Etixx-Quick Step            |
| 3                  | Philippe Gilbert    | Niki Terpstra      | Danny van Poppel      | Ludwig De Winter          | Jempy Drucker          | Victor Campenaerts           | Loïc Vliegen                 | Topsport Vlaanderen-Baloise |
| 4                  | Jonas Van Genechten | Niki Terpstra      | Danny van Poppel      | Ludwig De Winter          | Sébastien Delfosse     | Victor Campenaerts           | Sébastien Delfosse           | Topsport Vlaanderen-Baloise |
| 5                  | Danny van Poppel    | Niki Terpstra      | Danny van Poppel      | Ludwig De Winter          | Sébastien Delfosse     | Victor Campenaerts           | Axel Domont                  | Topsport Vlaanderen-Baloise |
| Classements finals | Classements finals  | Niki Terpstra      | Danny van Poppel      | Ludwig De Winter          | Sébastien Delfosse     | Victor Campenaerts           | Axel Domont                  | Topsport Vlaanderen-Baloise |

## Liste des participants
- Liste de départ complète

| Légende                          | Légende                                                                                                  | Légende                                | Légende                                                                                                  |
| -------------------------------- | --- | -------------------------------------- | --- |
| Num                              | Dossard de départ porté par le coureur sur ce Tour de Wallonie                                           | Pos                                    | Position finale au classement général                                                                    |
| Leader du classement général     | Indique le vainqueur du classement général                                                               | Leader du classement de la montagne    | Indique le vainqueur du classement de la montagne                                                        |
| Leader du classement des sprints | Indique le vainqueur du classement des sprints                                                           | Leader du classement du meilleur jeune | Indique le vainqueur du classement du meilleur jeune                                                     |
|                                  | Indique un maillot de champion national ou mondial, suivi de sa spécialité                               | #                                      | Indique la meilleure équipe                                                                              |
| NP                               | Indique un coureur qui n'a pas pris le départ d'une étape, suivi du numéro de l'étape où il s'est retiré | AB                                     | Indique un coureur qui n'a pas terminé une étape, suivi du numéro de l'étape où il s'est retiré          |
| HD                               | Indique un coureur qui a terminé une étape hors des délais, suivi du numéro de l'étape                   | *                                      | Indique un coureur en lice pour le classement du meilleur jeune (coureurs nés après le 1er janvier 1991) |

| Etixx-Quick Step EQS               | Etixx-Quick Step EQS        | Etixx-Quick Step EQS |
| ---------------------------------- | --------------------------- | -------------------- |
| Num                                | Coureur                     | Pos                  |
| 1                                  | Tom Boonen (BEL)            | 53e                  |
| 2                                  | Nikolas Maes (BEL)          | 29e                  |
| 3                                  | Martin Velits (SVK)         | 77e                  |
| 4                                  | Fabio Sabatini (ITA)        | 75e                  |
| 5                                  | Pieter Serry (BEL)          | 12e                  |
| 6                                  | Niki Terpstra (NED) (Route) | 1er                  |
| 7                                  | Stijn Vandenbergh (BEL)     | 70e                  |
| Directeur sportif : Rik Van Slycke |                             |                      |

| AG2R La Mondiale ALM                 | AG2R La Mondiale ALM     | AG2R La Mondiale ALM |
| ------------------------------------ | ------------------------ | -------------------- |
| Num                                  | Coureur                  | Pos                  |
| 11                                   | Gediminas Bagdonas (LTU) | AB-5                 |
| 12                                   | Julien Bérard (FRA)      | 64e                  |
| 13                                   | Maxime Daniel (FRA)*     | AB-1                 |
| 14                                   | Axel Domont (FRA)        | 46e                  |
| 15                                   | Samuel Dumoulin (FRA)    | AB-3                 |
| 16                                   | Sébastien Minard (FRA)   | 68e                  |
| 17                                   | Sébastien Turgot (FRA)   | 9e                   |
| Directeur sportif : Artūras Kasputis |                          |                      |

| BMC Racing BMC                   | BMC Racing BMC             | BMC Racing BMC |
| -------------------------------- | -------------------------- | -------------- |
| Num                              | Coureur                    | Pos            |
| 21                               | Marcus Burghardt (GER)     | 22e            |
| 22                               | Alessandro De Marchi (ITA) | AB-5           |
| 23                               | Jempy Drucker (LUX)        | 55e            |
| 24                               | Philippe Gilbert (BEL)     | 7e             |
| 25                               | Peter Velits (SVK)         | 63e            |
| 26                               | Loïc Vliegen (BEL)*        | 8e             |
| 27                               | Rick Zabel (GER)*          | 58e            |
| Directeur sportif : Valerio Piva |                            |                |

| FDJ                                | FDJ                             | FDJ  |
| ---------------------------------- | ------------------------------- | ---- |
| Num                                | Coureur                         | Pos  |
| 31                                 | Arnaud Courteille (FRA)         | 48e  |
| 32                                 | Yoann Offredo (FRA)             | AB-1 |
| 33                                 | Anthony Geslin (FRA)            | AB-5 |
| 34                                 | Johan Le Bon (FRA)              | AB-1 |
| 35                                 | Pierre-Henri Lecuisinier (FRA)* | 61e  |
| 36                                 | Anthony Roux (FRA)              | 37e  |
| 37                                 | Arthur Vichot (FRA)             | 14e  |
| Directeur sportif : Martial Gayant |                                 |      |

| IAM                                  | IAM                       | IAM  |
| ------------------------------------ | ------------------------- | ---- |
| Num                                  | Coureur                   | Pos  |
| 41                                   | Thomas Degand (BEL)       | 18e  |
| 42                                   | Dries Devenyns (BEL)      | 47e  |
| 43                                   | Pirmin Lang (SUI)         | 42e  |
| 44                                   | Simon Pellaud (SUI)*      | 74e  |
| 45                                   | Jérôme Pineau (FRA)       | AB-1 |
| 46                                   | Patrick Schelling (SUI)   | 52e  |
| 47                                   | Jonas Van Genechten (BEL) | 34e  |
| Directeur sportif : Thierry Marichal |                           |      |

| Lotto-Soudal LTS                | Lotto-Soudal LTS         | Lotto-Soudal LTS |
| ------------------------------- | ------------------------ | ---------------- |
| Num                             | Coureur                  | Pos              |
| 51                              | Kris Boeckmans (BEL)     | AB-3             |
| 52                              | Kenny Dehaes (BEL)       | 60e              |
| 53                              | Jürgen Roelandts (BEL)   | 20e              |
| 54                              | Tosh Van der Sande (BEL) | 65e              |
| 55                              | Jelle Vanendert (BEL)    | AB-5             |
| 56                              | Boris Vallée (BEL)*      | 6e               |
| 57                              | Louis Vervaeke (BEL)*    | NP-2             |
| Directeur sportif : Mario Aerts |                          |                  |

| Katusha KAT                            | Katusha KAT                  | Katusha KAT |
| -------------------------------------- | ---------------------------- | ----------- |
| Num                                    | Coureur                      | Pos         |
| 61                                     | Sergey Chernetskiy (RUS)     | 59e         |
| 62                                     | Viatcheslav Kouznetsov (RUS) | 16e         |
| 63                                     | Sergueï Lagoutine (RUS)      | 3e          |
| 64                                     |                              |             |
| 65                                     | Gatis Smukulis (LAT)         | AB-5        |
| 66                                     | Alexey Tsatevitch (RUS)      | AB-3        |
| 67                                     | Ilnur Zakarin (RUS)          | 50e         |
| Directeur sportif : Guennadi Mikhailov |                              |             |

| Tinkoff-Saxo TCS                    | Tinkoff-Saxo TCS              | Tinkoff-Saxo TCS |
| ----------------------------------- | ----------------------------- | ---------------- |
| Num                                 | Coureur                       | Pos              |
| 71                                  | Matti Breschel (DEN)          | 10e              |
| 72                                  | Pavel Brutt (RUS)             | 54e              |
| 73                                  | Christopher Juul Jensen (DEN) | 41e              |
| 74                                  | Jay McCarthy (AUS)*           | 19e              |
| 75                                  | Michael Mørkøv (DEN)          | 28e              |
| 76                                  | Juraj Sagan (SVK)             | AB-1             |
| 77                                  |                               |                  |
| Directeur sportif : Lars Michaelsen |                               |                  |

| Trek Factory Racing TFR        | Trek Factory Racing TFR  | Trek Factory Racing TFR |
| ------------------------------ | ------------------------ | ----------------------- |
| Num                            | Coureur                  | Pos                     |
| 81                             | Fabio Felline (ITA)      | 27e                     |
| 82                             | Yaroslav Popovych (UKR)  | 66e                     |
| 83                             | Hayden Roulston (NZL)    | AB-3                    |
| 84                             | Jesse Sergent (NZL)      | AB-1                    |
| 85                             | Boy van Poppel (NED)     | 56e                     |
| 86                             | Danny van Poppel (NED)*  | 4e                      |
| 87                             | Kristof Vandewalle (BEL) | NP-1                    |
| Directeur sportif : Dirk Demol |                          |                         |

| Bretagne-Séché Environnement BSE  | Bretagne-Séché Environnement BSE | Bretagne-Séché Environnement BSE |
| --------------------------------- | -------------------------------- | -------------------------------- |
| Num                               | Coureur                          | Pos                              |
| 91                                | Florian Guillou (FRA)            | AB-1                             |
| 92                                | Jonathan Hivert (FRA)            | AB-1                             |
| 93                                | Benoît Jarrier (FRA)             | 31e                              |
| 94                                | Christophe Laborie (FRA)         | 24e                              |
| 95                                | Matthieu Boulo (FRA)             | 17e                              |
| 96                                | Yauheni Hutarovich (BLR)         | 57e                              |
| 97                                | Daniel McLay (GBR)*              | 32e                              |
| Directeur sportif : Denis Leproux |                                  |                                  |

| Cofidis COF                          | Cofidis COF               | Cofidis COF |
| ------------------------------------ | ------------------------- | ----------- |
| Num                                  | Coureur                   | Pos         |
| 101                                  | Jonas Ahlstrand (SWE)     | AB-3        |
| 102                                  | Gert Jõeäär (EST) (Route) | 67e         |
| 103                                  | Cyril Lemoine (FRA)       | 33e         |
| 104                                  | Steve Chainel (FRA)       | AB-1        |
| 105                                  |                           |             |
| 106                                  | Michael Van Staeyen (BEL) | 43e         |
| 107                                  | Loïc Chetout (FRA)*       | 69e         |
| Directeur sportif : Jean-Luc Jonrond |                           |             |

| Europcar EUC                       | Europcar EUC             | Europcar EUC |
| ---------------------------------- | ------------------------ | ------------ |
| Num                                | Coureur                  | Pos          |
| 111                                | Jérôme Cousin (FRA)      | 49e          |
| 112                                | Antoine Duchesne (CAN)*  | 45e          |
| 113                                | Romain Guillemois (FRA)* | AB-3         |
| 114                                | Tony Hurel (FRA)         | 39e          |
| 115                                | Fabrice Jeandesboz (FRA) | 44e          |
| 116                                | Yannick Martinez (FRA)   | 73e          |
| 117                                | Maxime Méderel (FRA)     | AB-1         |
| Directeur sportif : Ismaël Mottier |                          |              |

| Topsport Vlaanderen-Baloise # TSV     | Topsport Vlaanderen-Baloise # TSV | Topsport Vlaanderen-Baloise # TSV |
| ------------------------------------- | --------------------------------- | --------------------------------- |
| Num                                   | Coureur                           | Pos                               |
| 121                                   | Victor Campenaerts (BEL)*         | 2e                                |
| 122                                   | Oliver Naesen (BEL)               | 26e                               |
| 123                                   | Edward Theuns (BEL)*              | 36e                               |
| 124                                   | Jelle Wallays (BEL)               | 21e                               |
| 125                                   | Pieter Vanspeybrouck (BEL)        | AB-5                              |
| 126                                   | Thomas Sprengers (BEL)            | 13e                               |
| 127                                   | Gijs Van Hoecke (BEL)*            | 23e                               |
| Directeur sportif : Walter Planckaert |                                   |                                   |

| Wanty-Groupe Gobert WGG                 | Wanty-Groupe Gobert WGG  | Wanty-Groupe Gobert WGG |
| --------------------------------------- | ------------------------ | ----------------------- |
| Num                                     | Coureur                  | Pos                     |
| 131                                     | Enrico Gasparotto (ITA)  | 72e                     |
| 132                                     | Björn Leukemans (BEL)    | 15e                     |
| 133                                     | Boris Dron (BEL)         | AB-4                    |
| 134                                     | Simone Antonini (ITA)*   | 76e                     |
| 135                                     | Roy Jans (BEL)           | 38e                     |
| 136                                     | Danilo Napolitano (ITA)  | AB-3                    |
| 137                                     | Frederik Veuchelen (BEL) | 51e                     |
| Directeur sportif : Jean-Marc Rossignon |                          |                         |

| Veranclassic-Ekoï VER               | Veranclassic-Ekoï VER    | Veranclassic-Ekoï VER |
| ----------------------------------- | ------------------------ | --------------------- |
| Num                                 | Coureur                  | Pos                   |
| 141                                 | Justin Jules (FRA)       | AB-1                  |
| 142                                 | Melvin Rullière (FRA)    | AB-1                  |
| 143                                 | Robin Stenuit (BEL)      | AB-3                  |
| 144                                 | Edwig Cammaerts (BEL)    | 25e                   |
| 145                                 | Serge Dewortelaer (BEL)* | AB-3                  |
| 146                                 | Niels De Rooze (BEL)*    | AB-1                  |
| 147                                 | Dirk Finders (GER)       | AB-1                  |
| Directeur sportif : Willy Teirlinck |                          |                       |

| Wallonie-Bruxelles WBC                | Wallonie-Bruxelles WBC   | Wallonie-Bruxelles WBC |
| ------------------------------------- | ------------------------ | ---------------------- |
| Num                                   | Coureur                  | Pos                    |
| 151                                   | Sébastien Delfosse (BEL) | 40e                    |
| 152                                   | Grégory Habeaux (BEL)    | 71e                    |
| 153                                   | Olivier Chevalier (BEL)  | 30e                    |
| 154                                   | Ludwig De Winter (BEL)*  | 62e                    |
| 155                                   | Antoine Warnier (BEL)*   | 5e                     |
| 156                                   | Antoine Demoitié (BEL)   | 11e                    |
| 157                                   | Kevyn Ista (BEL)         | 35e                    |
| Directeur sportif : Frédéric Amorison |                          |                        |